# Arena Daegu
Trwa dyskusja nad usunięciem tego artykułu, kliknij i weź w niej udział.
Arena Daegu – przeznaczona do koszykówki hala sportowa znajdująca się w mieście Daegu, w Korei Południowej. W tej hali swoje mecze rozgrywa drużyna Dongyang Orions. Hala została oddana do użytku w roku 1971, może pomieścić 5 609 widzów.